# Niki Rüttimann
Pour les articles homonymes, voir Rüttimann.
Niki Rüttimann, né le 12 août 1962 à Thal est un coureur cycliste suisse, professionnel de 1984 à 1990. 
Son fils Jan a également été coureur cycliste.

## Palmarès

### Coureur amateur
- 1979
  -  Champion de Suisse sur route juniors
- 1980
  - Grand Prix Rüebliland
  - 2e du championnat de Suisse de la montagne
- 1981
  - 2e du championnat de Suisse de la montagne
  - 2e de Coire-Arosa
- 1982
  - Grand Prix Guillaume Tell :
    - Classement général
    - 2e et 3e étapes

  - 2e du championnat de Suisse de la montagne
  - 3e de Coire-Arosa
- 1983
  - Tour de Suisse orientale
  - 6e étape de la Coors Classic
  -  Médaillé d'argent au championnat du monde sur route amateurs
  - 3e du Tour du Schynberg
  - 3e de Coire-Arosa

### Coureur professionnel
| - 1984 - Classique de Saint-Sébastien - 3e du Tour de Romandie - 5e du Critérium du Dauphiné libéré - 1985 - 3e étape du Tour de France (contre-la-montre par équipes) - Paris-Bourges - 4eétape du Tour de l'Avenir (contre-la-montre par équipes) - 2e du Tour de Suisse - 5e du Tour de Romandie - 9e de Tirreno-Adriatico - 1986 - Classement général de l'Étoile de Bessèges - Classement général du Tour Midi-Pyrénées - 14e étape du Tour de France - 7e du Tour de France - 9e du Tour d'Italie - 10e du Tour de Lombardie | - 1987 - 1re étape du Tour de Romandie - 5e étape de Critérium du Dauphiné libéré - 1988 - 1rea et 5e étapes du Critérium du Dauphiné libéré - 2e du Critérium du Dauphiné libéré - 10e du Tour de Suisse - 1989 - Annemasse-Bellegarde-Annemasse - 2e du championnat de Suisse sur route - 3e du Tour du Nord-Ouest de la Suisse - 1990 - 3e du championnat de Suisse de cyclo-cross - 3e du Tour de Calabre - 7e du Tour des Flandres |  |

## Résultats sur les grands tours

### Tour de France
7 participations
- 1984 : 11e
- 1985 : 13e
- 1986 : 7e, vainqueur de la 14e étape
- 1987 : abandon (22e étape)
- 1988 : 43e
- 1989 : abandon (17e étape)
- 1990 : non-partant (17e étape)

### Tour d'Italie
1 participation
- 1986 : 9e